# Spanish Springs
Spanish Springs è un census-designated place (CDP) degli Stati Uniti, situato nella Contea di Washoe nello stato del Nevada. Nel censimento del 2000 la popolazione era di 9.018 abitanti. Appartiene all'area metropolitana di Reno-Sparks.

## Geografia fisica
Secondo i rilevamenti dell'United States Census Bureau, la località di Spanish Springs si estende su una superficie di 154,2 km², tutti occupati da terre.

## Popolazione
Secondo il censimento del 2000, a Spanish Springs vivevano 9.018 persone, ed erano presenti 2.531 gruppi familiari. La densità di popolazione era di 58,5 ab./km². Nel territorio comunale si trovavano 3.078 unità edificate. Per quanto riguarda la composizione etnica degli abitanti, il 92,59% era bianco, lo 0,74% era afroamericano, l'1,19% era nativo, l'1,40% era asiatico e lo 0,08% proveniva dall'Oceano Pacifico. L'1,72% della popolazione apparteneva ad altre razze e il 2,28% a più di una. La popolazione di ogni razza ispanica corrispondeva al 5,78% degli abitanti.
Per quanto riguarda la suddivisione della popolazione in fasce d'età, il 31,4% era al di sotto dei 18, il 4,3% fra i 18 e i 24, il 36,9% fra i 25 e i 44, il 22,8% fra i 45 e i 64, mentre infine il 4,6% era al di sopra dei 65 anni di età. L'età media della popolazione era di 35 anni. Per ogni 100 donne residenti vivevano 104,3 maschi.